# Lac du Rat Musqué
Lac du Rat Musqué är en sjö i Kanada.   Den ligger i regionen Estrie och provinsen Québec, i den sydöstra delen av landet, 400 km öster om huvudstaden Ottawa. Lac du Rat Musqué ligger 473 meter över havet. Arean är 1,1 kvadratkilometer. Den sträcker sig 2,3 kilometer i nord-sydlig riktning, och 1,2 kilometer i öst-västlig riktning.
I omgivningarna runt Lac du Rat Musqué växer i huvudsak blandskog. Runt Lac du Rat Musqué är det mycket glesbefolkat, med 5 invånare per kvadratkilometer.